# Oğuz Çetin
Oğuz Çetin (Sakarya, 15 febbraio 1963) è un ex calciatore e allenatore di calcio turco, vice allenatore della Nazionale turca.

## Palmarès

### Nazionali
- Campionati turchi: 2

Fenerbahçe: 1988-1989, 1995-1996
- Supercoppa di Turchia: 1

Fenerbahçe: 1990
- Coppa del Cancelliere: 2

Fenerbahçe: 1988-1989, 1992-1993
- Coppa TSYD: 2

Fenerbahçe: 1994-1995, 1995-1996